# Septatorina
A Septatorina az Alveolata Apicomplexa csoportjába tartozó, azon belül a Gregarinasina Eugregarinorida csoportjába sorolt, gerincteleneket, elsősorban ízeltlábúakat fertőző polifiletikus csoportja.

## Történet
Először 1885-ben írta le Ray Lankester a trofozoita morfológiája alapján, az Aseptatorina kládtól megkülönböztetve: a Septatorina trofozoitái rendelkeznek azt protomeritre és deutomeritre osztó „válaszfallal”, szemben az Aseptatorina csoporttal, melyben ez nincs jelen. Delage és Hérouard Cephalinának nevezték, mivel a válaszfal egy „fejet” alakít ki az egysejtűben.
Thomas Cavalier-Smith 2014-es és Szimgyanov 2017-es tanulmánya kimutatták, hogy a Septatorina–Aseptatorina felosztás nem természetes, mivel akkori meghatározásaik szerint mindkét csoport polifiletikus, a Septatorina 2 főcsaládot és legalább 1 főcsalád egy részét tartalmazta ekkor. Azonban utóbbi tanulmány kimutatott egy elsősorban a Septatorinába sorolt fajokból álló gyengén alátámasztott kládot, benne kevés, korábban az Aseptatorinába sorolt fajjal. Emellett Grassé feltételezését is igazolta az SSU rDNS-alapú filogenetika: egyes válaszfal nélküli alakkal rendelkező fajok válaszfalas ősökkel rendelkezhettek – például a Paraschneideria trofozoitáiban van, gamontáiban nincs válaszfal –, emellett több átmeneti állapot is van, erre példa a Ganymedes.
Sokáig a morfológia alapján feltételezett rendszertani helyzet – tehát az, hogy az Aseptatorinába vagy a Septatorinába tartozott egy faj – határozta meg szizigiumban használt sejtszervecskéje nevét, vagyis hogy mukronnak vagy epimeritnek nevezték, ezt először Szimgyanov et al. változtatták meg, akik az epimerit meghatározását kibővítették a teljes Eugregarinoridára, a mukront pedig az Archigregarinoridára korlátozták.

## Morfológia
Trofozoitái általában sikló mozgásúak, és sok longitudinális epicitás mélyedéssel rendelkeznek, egyes fajokéi spirálokká vagy gömbökké válhatnak, de lehetnek hosszúkás, tojás vagy horog alakúak is.
Sejtmagja gömbölyű, ellipszoid vagy tojás alakú. A sejttestet egy válaszfal 2 részre osztja, az önálló epimerittel rendelkező protomeritre és a sejtmagot tartalmazó osztatlan deutomeritre. A rögzítő sejtszervecske kivételével a trofozoitán mindenhol vannak epicitás bemélyedések. A válaszfal szintjén egy bemélyedés van, de az epicitás üregek folytonosan jelen vannak a trofozoitában. Az epimeriten egyenlően oszlanak el a felszíni pórusok. Epimeritje lehet csökevényes és lekerekített, de általában jól látható elülső, fajonként eltérő alakú kiemelkedés. Sejtszája sosincs.
Bazális része nyakhoz vagy tönkhöz hasonló lehet, ekkor diamerit a neve, és például az Epicavus araeocerire jellemző.
A sejtplazma amilopektinből vagy lipidekből álló szemcséket tartalmazhat, ha előbbit tartalmazza, barna.
A gazda és a parazita sejtjei magas elektronsűrűségű zónát alkotnak. A tegumentum kör keresztmetszetű bemélyedése a membránközi kapcsolat végén, sejtközi kapcsolat régióján végigfut, és a gazdasejt kis részét is elfoglalja.
Nagy lapult elülső vakuóluma fonalas anyagot tartalmaz, és az endoplazmatikus retikulum vezikulumaiból épül fel. Gyakran több mitokondriuma van, melyek egy rétegben rendeződnek el, ezek a vakuólum mellett vannak a trofozoita növekedése és fejlődése során.
Nem minden faja rendelkezik mindig válaszfallal: például a Leidyana canadensis fiatal trofozoitáiban nincs válaszfal.

## Életmód
Gerinctelenek – rovarok vagy gyűrűsférgek – bélparazitája, táplálkozásához nem használ mizocitózist. Általában avirulens, vagyis nehezen terjed érintkezés nélkül.

## Életciklus
Életciklusa során szaporodhat ivarosan (szizigium) vagy ivartalanul is. Szizigiuma lehet kaudo- vagy laterofrontális. Kedvezőtlen körülmények közt cisztát képezhet, melyek gyakoriak tengerben, édesvízben és szárazföldön egyaránt. Életciklusa során a Gigaductus kivételével nincs merogónia, és nincs egyértelmű minta abban, hogy a résztvevő gamonták közül a szatellit vagy a primit nagyobb. Egyes fajai emellett 3 vagy még több sejtes szizigiumokat is alkothat.
A gamonta érése során az epimerit letörhet vagy csökkenhet/tömörödhet.
Mono- és dixén életciklusú fajai is vannak: a Porosporicae életciklusa során puhatestűeket és rákokat egyaránt fertőz, de legtöbb faja monoxén.

## Filogenetika
18S, 5,8S és 28S rRNS alapján polifiletikus csoport.
Az Eugregarinorida legtöbb faja ide tartozik.
Paskerova et al. 2021-ben polifiletikusnak mutatták ki a csoportot: például az akkor újra létrehozott Polyrhabdinidae kládba sorolt Polyrhabdina pygospionis epimeritszerű rögzítő sejtszervecskével rendelkezik, és az Aseptatorina egy bazális kládja.
Szimgyanov et al. 2017-ben az Actinocephalidae kládját egyesítették a Neogregarinorida kláddal az Actinocephaloidea kláddá, míg a Stylocephalidae számára létrehozták a Stylocephaloidea főcsaládot. A Gregarinidae és a Leidyanidae családokat a Gregarinoidea, a Cephaloidophoridae és Uradiophoridae családokat a Thiriotiidae és Ganymedidae családokkal a Cephaloidophoroidea főcsaládba, a Lecudinidae családot az Urosporidae családdal a Lecudinoidea főcsaládba egyesítették. Az így létrejövő csoportok így vegyesen tartalmaznak válaszfallal rendelkező és válaszfal nélküli fajokat. Ezenkívül létrehozták az Eugregarinida rendet a korábban az Eugregarinoridába és a Neogregarinoridába sorolt kládokkal.

## Jelentőség
Gyűrűsférgek, rovarok stb. parazitájaként fontos a bioturbáció szabályzásában.

## Fordítás
Ez a szócikk részben vagy egészben  a   Septatorina című angol Wikipédia-szócikk ezen változatának fordításán alapul.  Az eredeti cikk szerkesztőit annak laptörténete sorolja fel. Ez a jelzés csupán a megfogalmazás eredetét és a szerzői jogokat jelzi, nem szolgál a cikkben szereplő információk forrásmegjelöléseként.